# Brenz (rzeka)
Brenz – rzeka w południowych Niemczech, przepływająca przez Badenię-Wirtembergię i Bawarię. Dopływ Dunaju, z którym łączy się w miejscowości Dillingen an der Donau. Ma długość 52,6 km.